# スタンドバイミー (the peggiesの曲)
「スタンドバイミー」は、the peggies4枚目のシングルである。2019年5月29日にエピックレコードジャパンから発売された。

## 解説
表題曲「スタンドバイミー」はフジテレビ系アニメ「さらざんまい」のエンディングテーマに書き下ろされた楽曲で、作詞作曲を手掛けたギター・ヴォーカルの北澤ゆうほは「アニメに寄り添って書くというよりは、テーマが自分が日常で感じることと共通していたので、私達なりに「人との繋がり」というのを「実は儚くて脆いものなんじゃないの？」という喪失感みたいなのを描けたらいいなと思って曲を作り始めました」と語っている。同曲はシングル発売に先駆け、「さらざんまい」初回放送日となる2019年4月11日に先行配信された。カップリング曲「DIVE TO LOVE」は清涼感のあるサウンドとグルーヴ感のあるサウンドが魅力の楽曲。
通常盤と期間限定生産盤の2種が販売されており、前者にはギターヴォーカル・北澤ゆうほが砂丘でたたずむ写真が、後者には「さらざんまい」の描きおろしイラストがジャケットに採用されている。また期間限定生産盤はTVアニメ「さらざんまい」ノンクレジットエンディング映像収録DVD付き。
MVは各メンバーが駐車場や路上などでそれぞれ演奏するシーンなど"孤独感"を表現したものになっている。

## 収録曲
全作詞・作曲：北澤ゆうほ。
1. スタンドバイミー 
編曲：the peggies、シライシ紗トリ
テレビアニメ「さらざんまい」エンディングテーマ
2. DIVE TO LOVE 
編曲：the peggies、近藤隆史、田中ユウスケ